# Oncidium bracteatum
Oncidium bracteatum är en orkidéart som beskrevs av Josef Ritter von Rawicz Warszewicz och Heinrich Gustav Reichenbach. Oncidium bracteatum ingår i släktet Oncidium och familjen orkidéer. Inga underarter finns listade i Catalogue of Life.